# Въльо Стефов
Въльо (Вълю) Илиев Стефов е български офицер, подполковник, член на БТЦРК, участник в Съединението на България и Сръбско-българската война от 1885 година.

## Биография
Въльо Стефов е роден през 1858 г. в Балджиларе, сега Медово на 25 km северозападно от Чирпан, тогава в Османската империя. Завършва прогимназия в родното си село, след което започва да служи като певец в местната църква. На 10 май 1879 г. завършва Софийското военно училище в 1-ви випуск и е произведен в чин подпоручик. Тъй като е родом от Чирпанско, постъпва на служба в източнорумелийската милиция. Адютант е на командира на Пловдивска №2 пеша дружина майор Данаил Николаев.
Стефов се включва в Българския таен централен революционен комитет и участва активно в подготовката на Съединението на Източна Румелия и Княжество България, като съгласува действията на комитета с военните в Хасково, Сливен, Бургас и други градове.
В началото на септември 1885 година, когато в Панагюрище избухват вълнения срещу турската власт, а водачът на БТЦРК Захари Стоянов е арестуван, комитетът под ръководството на заместника му Стефов взема решение за въстание в Пловдив и околностите през нощта на 5 срещу 6 септември. Стефов участва в свалянето и ареста на генерал-губернатора Гаврил Кръстевич.
След Съединението Стефов служи в 21-ви пехотен средногорски полк. През следващата година е преместен на служба в Русе, а след това в Казанлък.
През 1891 преминава в запаса и се премества да живее в Пловдив. През 1901 г. е избран за народен представител от името на Либералната партия.
Подполковник Въльо Стефов умира от сърдечен удар на 3 март 1902 година.

## Допълнителни данни
Баща Илия и майка Злата. Майката е починала през 1878 г. по време на Освободителната война и е погребана на входа на черквата в село Медово. Има няколко братя и сестри. Брат му Деньо Илиев Стефов завършва Садовското училище, бил е учител в Пловдив.
Единствената оцеляла снимка на Въльо Стефов е благодарение на кръщелницата му Злата (кръстена през 1888 г. на майка му). Кръщелницата уточнява датата на смъртта му – 2 март, което е един ден преди официално приетата дата.
От кръщелницата на Въльо Стефов е известен и епизод от Съединението, който е в съгласие и с други спомени. В нощта на Съединението на уреченото място в уречения час не се явява никой от съзаклятниците. Въльо Стефов е сам с ординареца си. Избягвайки полицейските патрули, с пистолет и списък в ръка Стефов измъква от леглата и къщите поборниците си. И когато дружината достига дузина, запяват Чинтуловите песни.

## Военни звания
- Прапоршчик (10 май 1879)
- Подпоручик (1 ноември 1879, преименуван)
- Поручик
- Капитан
- Майор (1887)
- Подполковник